# Dona asseguda (escultura)
L'escultura urbana Dona asseguda, ubicada a la carrer San Francisco, davant de l'edifici antic de la universitat, a la ciutat d'Oviedo, Principat d'Astúries, Espanya, és una de les més d'un centenar que adornen els carrers de l'esmentada ciutat espanyola.
El paisatge urbà d'aquesta ciutat, es veu adornat per obres escultòriques, generalment monuments commemoratius dedicats a personatges d'especial rellevància en un primer moment, i més purament artístiques des de finals del segle xx.
L'escultura, feta de bronze, és obra de Manuel Martínez Hugué, i està datada la seua inauguració el 1996.
L'escultura està signada per l'autor a 1930, tot i que no va ser instal·lada en la seva ubicació fins a 1996, col·locant-se davant del casalot de la Universitat amb la finalitat de commemorar la fi de les obres de remodelació de diversos carrers del nucli històric i del centre d'Oviedo. L'obra, es caracteritza per les seves formes arrodonides i les textures rugoses fruit del llenguatge del cisellat de l'artista.